# Théorie de l'agir communicationnel
Théorie de l'agir communicationnel est un essai de sociologie de l'Allemand Jürgen Habermas publié sous le titre original Theorie des kommunikativen Handelns en 1981.
Cet ouvrage majeur a été désigné comme le huitième, par ordre d'importance, publié dans cette discipline au XXe siècle à l'issue d'un sondage réalisé parmi les membres de l'Association internationale de sociologie en 1997.
On note que les éditeurs anglophones ont opté pour une traduction moins littérale du titre original, plus directe, dans laquelle le substantif est employé au lieu du verbe substantivé : The Theory Of Communication Action (« Théorie de l'action communicationnelle »).